# Sichovy Strilets
Le Sichovy Strilets est un train blindé utilisé pendant la Guerre polono-ukrainienne.

## Histoire
Le train faisant du groupe KSS (environ 8 600 hommes) se composait de six régiments d’infanterie, six régiments d’artillerie, un régiment de cavalerie, une unité automobile et quatre ou cinq trains blindés.